# Chiesa di San Nicola Vescovo (Polaveno)
La chiesa di San Nicola Vescovo è la parrocchiale di Polaveno, in provincia e diocesi di Brescia; fa parte della zona pastorale della Bassa Val Trompia.

## Storia
La chiesa di San Nicola di Polaveno venne costruita nel Quattrocento; essa è citata già nel Catalogo capitolare del 1410.
Nel 1487 il comune procedette all'acquisto dei terreni dove far sorgere il camposanto e la torre campanaria; l'erezione di quest'ultima venne iniziata nel 1530 circa e, dopo un periodo di stallo, riprese nel 1569 in seguito alle esortazioni del vescovo Domenico Bollani.
L'arcivescovo di Milano Carlo Borromeo, durante la sua visita del 1580, oltre a giudicare la chiesa "indecente", trovò che la parrocchia era inserita nella vicaria di Iseo, che a servizio della cura d'anime vi erano il parroco e un altro sacerdote e che i fedeli erano circa 900.
La consacrazione della parrocchiale fu impartita il 21 novembre 1605 dal vescovo Marino Zorzi; tuttavia, già pochi decenni dopo essa era insufficiente a soddisfare le esigenze dei fedeli, cosicché nel 1639 venne interessata da un rifacimento.
Dalla relazione della visita pastorale del 1703 del vescovo Marco Dolfin si legge che la parrocchiale, dotata di quattro altari e sede delle scuole del Santissimo Corpo di Nostro Signore e del Santissimo Rosario, aveva come filiali l'oratorio di San Giovanni Battista.
Nel 1886 si procedette al restauro delle decorazioni della chiesa e, nel decennio successivo, vennero eseguiti vari altri lavori di risistemazione; l'edificio fu poi ristrutturato nel 1926 sotto la guida del geometra cellatichese Pietro Trombetta.
Negli anni settanta si procedette all'esecuzione dell'adeguamento liturgico secondo le usanze postconciliari mediante l'aggiunta dell'altare rivolto verso l'assemblea.
Il 14 aprile 1989, secondo quanto stabilito dal Direttorio diocesano per le zone pastorali, la chiesa passò dal vicariato di Gardone Val Trompia, contestualmente soppresso, alla zona pastorale della Bassa Val Trompia.

## Descrizione

### Esterno
L'asimmetrica facciata a capanna della chiesa, rivolta a occidente, presenta il portale d'ingresso timpanato, un oculo murato e il rosone.
Annesso alla parrocchiale si erge il campanile in pietra a pianta quadrata, la cui cella presenta su ogni lato una monofora sormontata da un frontonicino.

### Interno

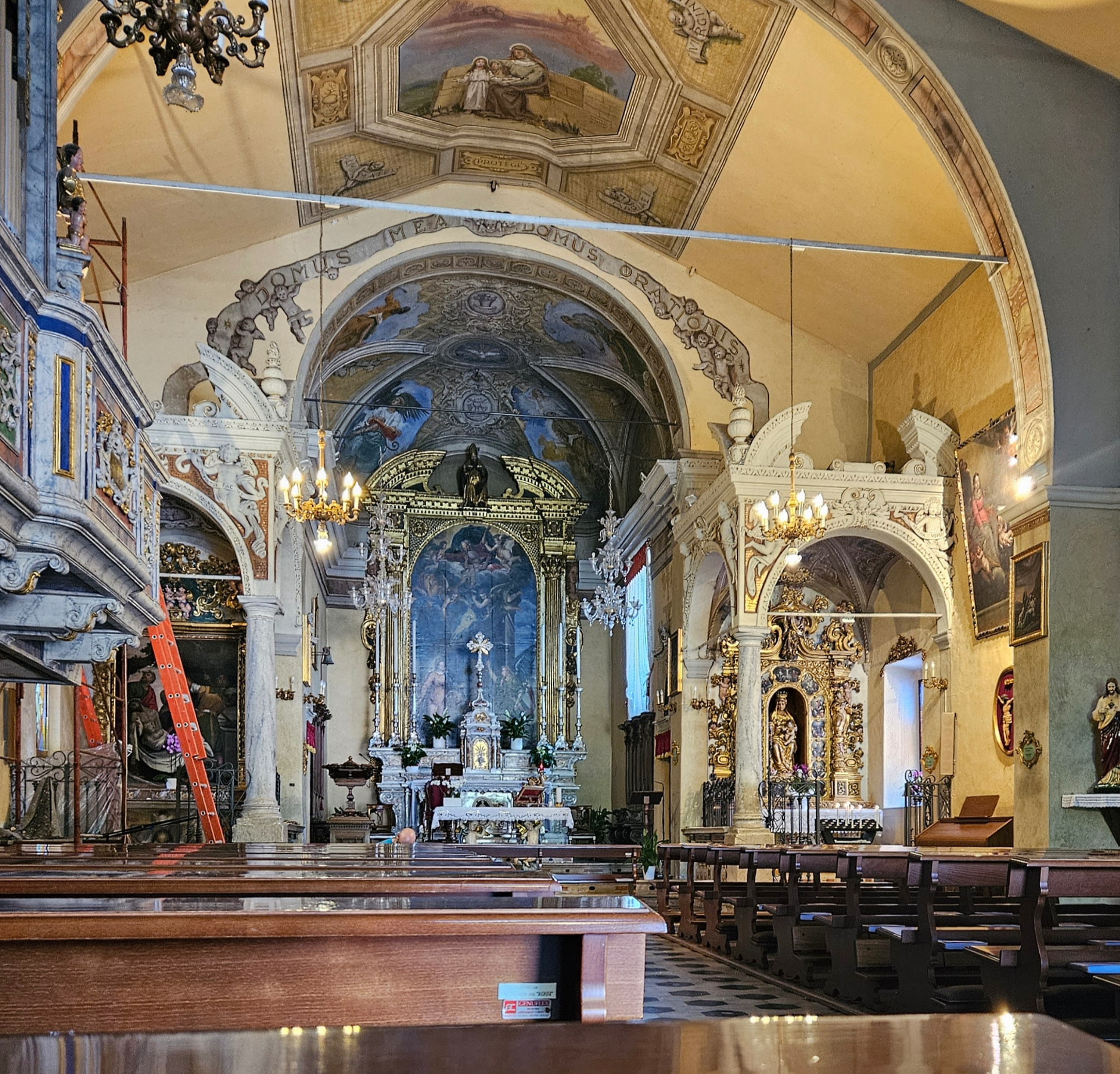
L'interno

L'interno dell'edificio si compone di un'unica navata, sulle quale si affacciano due strutture cupoliformi con gli altari laterali e le cui pareti sono scandite da grossi pilastri, sopra i quali si impostano degli ampi archi a tutto sesto sorreggenti le due falde del tetto; al termine dell'aula si sviluppa il presbiterio, rialzato di alcuni gradini, coperto dalla volta e chiuso dalla parete di fondo piatta.
Qui sono conservate diverse opere di pregio, tra le quali le due tele ritraenti rispettivamente San Francesco Saverio che predica e la Madonna col Bambino e San Gaetano, risalenti al Settecento, l'altare laterale della Madonna del Rosario, impreziosito da una statua del XVII secolo, le quindici raffigurazioni dei Misteri del Rosario, eseguite nel 1700, l'altare maggiore, costruito nel 1790, la pala con soggetto l'Annunciazione, attribuita a Giacomo Cossali nella prima metà del Seicento, la tela che rappresenta la Deposizione di Cristo, dipinta forse da Orazio Pilati, e il quadro che ritrae la Madonna col Bambino e i Santi Carlo e Firmo.